# اچ‌دی ۴۱۰۰۴
اچ‌دی ۴۱۰۰۴ یک ستاره است که در صورت فلکی سه‌پایه قرار دارد.